# Susana Roselló
Susana Roselló (Lima, 1946) es una escultora, grabadora, dibujante y profesora asociada de la Facultad de Arte y Diseño de la Pontificia Universidad Católica del Perú. Aunque la escultora trabaja con diversos materiales como el mármol o el metal, sus trabajos en madera y su relación con la verticalidad son sus elementos más distintivos.

## Carrera
La artista realiza sus estudios en la Escuela de Artes Plásticas de la Universidad Católica del Perú. Entre sus principales mentores encontramos a Anna Maccagno, de quien aprendió las técnicas de escultura y grabado. Se graduó en 1970 y se desempeña como docente en la institución desde el año 1973, en donde enseña la pintura. Entre 1975 y 1977, viaja a Roma a seguir estudios de postgrado en la Scuela delle Belle Arti di Roma gracias a una beca otorgada por el Instituto Ítalo-Latinoamericano.
Considerada una de las escultoras destacadas de la década de los setenta en el Perú, recibe en 1971 una Mención Honrosa en el VII Salón Nacional de Grabados del ICPNA y en 1973 el Primer Premio en la IX edición.

## Obra
En sus inicios la obra de Susana Roselló se caracteriza por ser trabajada en madera, proceso que la lleva a descubrir la importancia del ritmo vertical. Este primer encuentro con el material la conducirá, de allí en adelante, a consolidar algunas de las características que darán personalidad a su obra: la verticalidad en relación con la horizontalidad y la presencia de grandes hoyos y vacíos. De acuerdo a la artista, la primera característica se podría explicar como una necesidad de elevación, de superación, de anhelo de algo más. Una búsqueda hacia arriba, alegre y jubilosa que, paradójicamente, también es un ahondar hacia abajo en un camino doloroso y solitario. Los vacíos, en cambio, quizá sean el camino para intentar auscultar ese interior que intuye pero que no logra ver con claridad.
La mayoría de sus trabajos son de corte abstracto pues es en ese estilo en donde encuentra mayor poesía y un medio que le permite brotar, libremente, su lenguaje e imaginación a través de imágenes de vivencias o fantasías —más no el relato de las mismas—. Esto no implica que la artista niegue, de ningún modo, el valor de lo figurativo pues su obra vendría a ser un reflejo figurativo de sus sentimientos. Anatomías para sentimientos que, en la mayoría de los casos, se encuentran entre la melancolía y la nostalgia, pero no traducidas a la violencia ni al desgarramiento. Un lenguaje armónico, o con intención de armonía, que abstraen lo que es importante para la artista y que intenta entablar un constante diálogo con el exterior por medio de su articulación de volúmenes y formas.

## Principales trabajos

### Exposiciones individuales
- Anatomía de Actitudes (2015) Galería Forum[6]

### Exposiciones colectivas
- Grabados Peruanos (1975). Museo de Arte Italiano de Lima
- Grabados (1979). Galería del Ministerio de industria, Comercio y Turismo Interno de Lima[7]
- Arte Moderno Peruano en la Colección de Arte de Alfredo Barreda (2017). IPCNA
- Crónicas. Colección de grabado ICPNA" (2013). IPCNA.
- Exposición antológica del grabado (2013). Galería Forum[8]

### Obras integradas a la arquitectura
- Santuario Nacional de Maipú (Santiago de Chile)
- Parroquia San Francisco de Borja (Lima)

### Investigaciones
- Imágenes religiosas, tallas de madera (1990-1991)
- Ornamentos litúrgicos: púlpito, sagrario, pila bautismal (mármol bronce) (1989-1990)
- Altar Mayor Mármol (1968)
- Obra escultórica integrada a la arquitectura (1986)[9]

### Publicaciones
- Roselló, S. (2012). Aprender a ver con el corazón. Textos-arte, 1 (1), pp. 105-110.[9]